# 未收錄漢字
未收錄漢字是指一些現時Unicode的中日韓統一表意文字未有收錄的漢字。這些漢字可能是中國一些人名用的罕用字，亦有可能是中國境內少數民族或是方言書寫者自創的新字。
現時Unicode所收錄的漢字，按其收錄次序，大致可以分為以下數個階段：
- 基本平面
- 擴展區A
- 擴展區B
- 擴展區C
- 擴展區D
- 擴展區E
- 擴展區F
- 擴展區G
- 擴展區H
- 擴展區I

所有在這範圍以外的漢字，均可被歸類為未收錄漢字。

## Unicode 漢字的收錄標準
Unicode的漢字收錄標準，是以各成員國家及地區的編碼為基準。所以，現時已收錄的漢字，均至少已有一個國家或地區的官方團體作具體描述，例如：出自何典、有何意思等。不過，一來漢字的特性是透過形與聲的組合，很容易就可以造出一個新字出來；二來不管如何努力，也總可能會有漏網之魚，特別是來自古時文獻的文字。因此，一旦有這些未被收錄的漢字出現了，就要先行整理出這一個字的出處，並對比現有漢字，以確認當中並無重複編碼，然後再透過Unicode的相關程序，才可以排程等候編碼。

## 外部連結
- 维基共享资源上的相關多媒體資源：未收錄漢字